# Corsin Konietzke
Corsin Konietzke (* 21. Juni 2006 in Schwäbisch Gmünd, Deutschland) ist ein Schweizer Fussballspieler. Er spielt auf der Position defensives Mittelfeld für den FC St. Gallen.

## Karriere

### Vereine
Der in Deutschland geborene Konietzke spielte in der Jugend für den FC Landquart und den FC Ems. Er kam im Alter von 15 Jahren zum FC St. Gallen und spielte für die U16- und U18-Auswahlmannschaften des Clubs. Er kam am 25. Februar 2023 bei einem Spiel der Promotion League gegen den FC Basel II erstmals für die zweite Mannschaft von St. Gallen zum Einsatz. In der Saison 2023/24 spielte er als Stammspieler regelmässig in der Promotion League und trainierte auch mit der ersten Mannschaft. Sein Debüt in der Super League erfolgte am 31. Januar 2024 bei der 0:2-Niederlage gegen den Servette FC. Für die folgende Saison 2024/25 wurde Konietzke endgültig in die erste Mannschaft befördert. Sein erstes Tor für die Profimannschaft folgte am 28. November 2024 in der Ligaphase der UEFA Conference League gegen den TSC Bačka Topola.

### Nationalmannschaft
Er ist aktueller Jugendnationalspieler der Schweiz. Mit der Schweizer U17-Auswahl nahm er an der U-17-Europameisterschaft 2023 teil und kam dort auf zwei Einsätze in der Gruppenphase, bevor die Schweiz im Viertelfinal an Deutschland scheiterte.